# 雲浦駅
雲浦駅（ウンポえき）は朝鮮民主主義人民共和国咸鏡南道洪原郡に位置する朝鮮民主主義人民共和国鉄道省平羅線の駅である。

## 歴史
- 1924年10月11日：開業[1]。